# Râul Lespezel
Râul Lespezel sau Râul Răchițeaua este un curs de apă, afluent al râului Bistrița.

## Hărți
- Harta Munților Vâlcan  Arhivat în 15 iunie 2011, la Wayback Machine.